# Lada Egolaeva
Lada Egolaeva, född 20 januari 1996 i Umba i Ryssland, är en rysk-svensk pianist. 
Egolaeva är uppväxt på Kolahalvön och började spela piano vid fem års ålder. År 2008 flyttade hon som tolvåring till Sverige och Arjeplog tillsammans med sin mor. Hon spelade först klassiskt piano men har senare inriktat sig på rockpiano.
År 2019 avlade Egolaeva en kandidatexamen vid Musikhögskolan vid Luleå tekniska universitet. Hon blev utvald av basisten Kalle Gustafsson-Jerneholm och gitarristen Ian Person till att medverka som pianist i bandet för musikaluppsättningen av Little Shop of Horrors som hade premiär på Göteborgs Stadsteater våren 2019.
År 2019 var Egolaeva kapellmästare i SVT-programmet På spåret där hon ledde en grupp musiker som handplockats från Svenska Grammofonstudion i Göteborg. Musikerna är Gustafsson-Jerneholm, Person, trummisen Fredrik Sandsten och keyboardisten Ellen Jerneholm.